# Active Time Battle
Active Time Battle (förkortat ATB) är en fightingmekanik som återfinnes i exempelvis rollspel. Det som är speciellt med ATB är att man begränsas i viss mån av hur lång tid man har på sig att fatta beslut. Under tiden man slåss så är det en tidmätare för varje karaktär som bestämmer när de blir redo att attackera igen, och en sådan mätare har även fienden. Tar man för lång tid på sig att välja i menyerna kanske fiendens mätare fylls och den hinner attackera före.